# Чудовисько або хтось інший
«Чудовисько або хтось інший...» — радянський художній фільм 1988 року, знятий режисером Аліаскаром Фатхулліним на кіностудії «Узбекфільм».

## Сюжет
Сорокарічний оперний хорист Пулат Мухамеджанов, застрягши в ліфті багатоповерхового будинку, згадує рідних та близьких, найкращі та найгірші якості, які він успадкував від них і, звичайно, сподівається на порятунок.

## У ролях
- Айбек Заїров — Пулат Мухамеджанов
- Баходир Закіров — Пулат Мухамеджанов
- Бахтіяр Закіров — Пулат Мухамеджанов
- Сергій Газаров — Пулат Мухамеджанов
- Надир Мирзакасимов — Сабіт
- Шавкат Іргашев — Сабіт
- Шухрат Іргашев — Сабіт
- Дагун Омаєв — батько
- Меліс Абзалов — Рахімбай
- Мурад Раджабов — Равшан
- Саїдмурад Зіяутдінов — Те-Же
- Рано Кубаєва — Матлюба Ергашівна
- Йодгар Сагдієв — Анвар Агзамович
- Ж. Маціпулло — Вероніка
- Батир Мірхашимов — Хасан
- Володимир Голованов — Лев Холодний
- Лола Бадалова — теща
- Айбарчин Бакірова — дружина
- Тамара Шакірова — Юдлуз
- Максуд Іматшоєв — Назим
- Ігор Волков — Льоша
- Рано Хамраєва — епізод
- Володимир Лапін — епізод
- Н. Голованова — епізод
- Федір Петрухін — епізод
- Валерій Муслімов — епізод
- І. Мусаєв — епізод
- Мурод Хідоятов — епізод
- Є. Кольосова — епізод
- Р. Малаєва — епізод
- Рустам Закіров — епізод
- О. Богут — епізод
- Микола Коровіцин — епізод
- Муллабек Мірзабеков — епізод
- Уткур Ходжаєв — епізод

## Знімальна група
- Режисер — Аліаскар Фатхуллін
- Сценарист — Іраклій Квірікідзе
- Оператори — Дільшат Фатхулін, Султан Мірзаахмедов
- Композитор — Фелікс Янов-Яновський
- Художники — В'ячеслав Ахунов, Рафаель Сулейманов